# Gavin Hoover
Gavin Hoover (12 juli 1997) is een Amerikaans voormalig weg- en baanwielrenner die in 2023 reed voor L39ION of Los Angeles. Hij won in 2019 de ploegenachtervolging op de Pan-Amerikaanse Spelen. Hij nam deel namens de Verenigde Staten aan de Olympische Zomerspelen 2020. Hier was zijn beste resultaat een achtste plek in het omnium.

## Baanwielrennen

### Palmares
| Jaar     | AK                                                        | P-AK                                 | WK       | Overig                                                    |
| Junioren | Junioren                                                  | Junioren                             | Junioren | Junioren                                                  |
| -------- | --------------------------------------------------------- | ------------------------------------ | -------- | --------------------------------------------------------- |
| 2014     | achtervolging · omnium                                    |                                      |          |                                                           |
| Elite    |                                                           |                                      |          |                                                           |
| 2017     | ploegenachtervolging · achtervolging                      |                                      |          |                                                           |
| 2018     | ploegenachtervolging · achtervolging                      | ploegenachtervolging · achtervolging |          |                                                           |
| 2019     | omnium · koppelkoers · puntenkoers · ploegenachtervolging | ploegenachtervolging                 |          | Pan-Amerikaanse Spelen: ploegenachtervolging, koppelkoers |
| 2020     |                                                           |                                      |          |                                                           |
| 2021     |                                                           |                                      |          |                                                           |
| 2022     |                                                           |                                      |          |                                                           |
| 2023     | ploegenachtervolging                                      |                                      |          |                                                           |

## Ploegen
- 2017 –  Elevate-KHS Pro Cycling (vanaf 13-6)
- 2018 –  Elevate-KHS Pro Cycling
- 2019 –  Elevate-Webiplex Pro Cycling
- 2020 –  Elevate-Webiplex Pro Cycling
- 2021 –  Elevate-Webiplex Pro Cycling
- 2022 –  L39ION of Los Angeles
- 2023 –  L39ION of Los Angeles